# 久米北条郡
- 令制国一覧 > 山陽道 > 美作国 > 久米北条郡
- 日本 > 中国地方 > 岡山県 > 久米北条郡

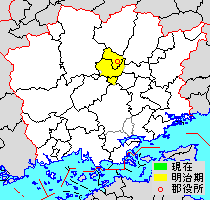
岡山県久米北条郡の位置

久米北条郡（くめほくじょうぐん）は、1900年まで岡山県（美作国）にあった郡。

## 郡域
1878年（明治11年）に行政区画として発足した当時の郡域は、下記の区域にあたる。
- 岡山市
  - 北区の一部（建部町三明寺以北）
- 津山市の一部（吉井川以南のうち西部）
- 久米郡美咲町の一部（旭川以東かつ打穴中、打穴西、打穴里以西）

## 歴史
近世に久米郡が久米北条郡・久米南条郡に分割されて成立。それ以前は久米北郡とも呼称されることがあった。

### 近世以降の沿革
- 「旧高旧領取調帳」に記載されている明治初年時点での支配は以下の通り。（60村）

| 知行   | 知行           | 村数 | 村名 |
| ------ | -------------- | ---- | --- |
| 幕府領 | 龍野藩預地     | 22村 | 久米上村、久米中村、足山村、大久保村、里公文上村、里公文下村、福田上村、福田下村、桑上村、桑下村、山手公文北村、油木上村、山手公文南村、通谷村、奥山手村、下打穴西下村、下打穴西上村、上打穴里村、上打穴村、上打穴上村、大垪和東村、両山寺村 |
| 藩領   | 石見浜田藩     | 17村 | 里公文中村、油木北村、油木下村、油木下村分郷、上打穴北村、上打穴中村、下打穴中村、下打穴下村、神代村、角石谷村、角石祖母村、境村、三明寺村、和田南村、和田北村、角石畝村、大垪和西村                                                         |
| 藩領   | 三河挙母藩     | 11村 | 坪井上村、坪井下村、南方一色村、中山手里村、東垪和村、西垪和村、中垪和谷村、中垪和畝村、小山村、中垪和上口村、中山手奥村 |
| 藩領   | 美作津山藩     | 9村  | 錦織村東分、錦織村西分、戸脇村、宮尾村、領家村、南方中村、宮部下村、中北上村、宮部上村 |
| 藩領   | 津山藩・挙母藩 | 1村  | 中北下村 |

- 慶応2年2月15日（1866年3月31日） - 長州戦争により浜田藩が移転して美作鶴田藩となる。
- 慶應4年（1868年）5月 - 龍野藩預地が鶴田藩領となる。
- 明治4年
  - 7月14日（1871年8月29日） - 廃藩置県により、鶴田県、挙母県、津山県の管轄となる。
  - 11月15日（1871年12月26日） - 第1次府県統合により、全域が北条県の管轄となる。
- 明治5年（1872年）（53村）
  - 久米上村・久米中村・足山村・大久保村が合併して久米川南村となる。
  - 下打穴西下村・下打穴西上村が合併して打穴西村となる。
  - 錦織村東分・錦織村西分が合併して錦織村となる。
  - 上打穴村が上打穴上村に、油木下村分郷が油木下村にそれぞれ合併。
- 明治9年（1876年）
  - 4月18日 - 第2次府県統合により岡山県の管轄となる。
  - 上打穴中村・上打穴上村が合併して打穴上村となる。（52村）
- 明治11年（1878年）9月29日 - 郡区町村編制法の岡山県での施行により、行政区画としての久米北条郡が発足。郡役所が桑下村に設置。
- 明治14年（1881年） - 里公文下村・里公文中村が合併して里公文村となる。（51村）
- 明治22年（1889年）6月1日 - 町村制の施行により、以下の各村が発足。（13村）
  - 大井西村 ← 坪井下村、坪井上村、中北上村（現・津山市）
  - 大井東村 ← 宮部下村、宮部上村、中北下村（現・津山市）
  - 大倭村 ← 南方中村、南方一色村、神代村（現・津山市）
  - 久米村 ← 久米川南村、宮尾村、領家村（現・津山市）
  - 三保村 ← 下打穴下村、下打穴中村、錦織村（現・久米郡美咲町）
  - 打穴村 ← 打穴西村、上打穴里村、上打穴北村、打穴上村（現・久米郡美咲町）
  - 倭文東村 ← 桑下村、桑上村、福田下村、福田上村、戸脇村（現・津山市）
  - 倭文中村 ← 油木北村、油木下村、油木上村、里公文村、里公文上村（現・津山市）
  - 倭文西村 ← 山手公文北村、山手公文南村、中山手里村、中山手奥村（現・久米郡美咲町）
  - 西川村 ← 通谷村、西垪和村、奥山手村（現・久米郡美咲町）
  - 垪和村 ← 中垪和畝村、東垪和村、中垪和谷村、中垪和上口村、小山村（現・久米郡美咲町）
  - 大垪和村 ← 大垪和西村、和田北村、大垪和東村、両山寺村、角石祖母村、境村（現・久米郡美咲町）
  - 鶴田村 ← 和田南村、角石谷村、三明寺村、角石畝村（現・岡山市）
- 明治33年（1900年）4月1日 - 郡制の施行により、久米南条郡・久米北条郡の区域をもって久米郡が発足。同日久米北条郡廃止。

## 行政
歴代郡長
| 代 | 氏名 | 就任年月日                | 退任年月日                | 備考                                   |
| -- | ---- | ------------------------- | ------------------------- | -------------------------------------- |
| 1  |      | 明治11年（1878年）9月29日 |                           |                                        |
|    |      |                           | 明治33年（1900年）3月31日 | 久米南条郡との合併により久米北条郡廃止 |